# 八束和廣
八束 和廣（やつづか かずひろ、1940年11月20日 - ）は、日本の裁判官、弁護士。福岡高等裁判所部総括判事判事、福岡家庭裁判所長、横浜家庭裁判所長等を歴任した。

## 人物・経歴
愛媛県出身。1963年日本大学法学部卒業。1967年裁判官任官。主に刑事事件を扱い、浦和地方裁判所熊谷支部長、松江地方裁判所長、福岡高等裁判所部総括判事、福岡家庭裁判所長、横浜家庭裁判所長等を歴任した。2011年春の叙勲で瑞宝重光章受章。

## 裁判
- 下田缶ビール詐欺事件 - 再審・無罪[1]